# HMS Holland 4
Le HMS Holland 4 est un sous-marin britannique de la classe Holland, en service au sein de la Royal Navy. Il a été construit par Vickers à Barrow-in-Furness dans le Cumbria, au Royaume-Uni. Sa quille a été posée en 1902. Il a été lancé le 23 mai 1902 et a terminé avec succès ses essais en haute mer en mer d'Irlande en août 1902.
Il a été admis au service dans la Royal Navy le 2 août 1903. En 1905, le sous-marin est doté d’un kiosque. Il est le seul exemplaire de la classe Holland à avoir subi cette modification. Radié en 1912, il sombre le 3 septembre 1912. Il a été renfloué et coulé comme cible d’artillerie navale le 17 octobre 1914.